# Малая Пукалица
 Малая Пукалица  — опустевшая деревня в Подосиновском районе Кировской области. Входит в состав Утмановского сельского поселения. 

## География
Расположена на расстоянии менее 3 км на северо-запад по прямой от центра поселения села Утманово.

## История
Известна с 1727 года как деревня с 1 двором, в 1859 здесь (Пукалица Малая) дворов 8 и жителей 51, в 1926 (Малая Пукалица или Митюково) 12 и 51, в 1950 7 и 19, в 1989 оставалось 2 жителя . 

## Население
Постоянное население не было учтено как в 2002 году, так и в 2010.